# ذات الرئة القصبية
ذات الرئة القصبية أو ذات الرئة الفصيصية أو التهاب الشعب الرئوية (بالإنجليزية: Bronchopneumonia أو bronchial pneumonia أو Bronchogenic pneumonia)‏ أو الالتهاب الشّعِبي الرئوي هو التهاب حاد يصيب جدران القصبة الهوائية، وهو أحد النوعين التصنيفيين التشريحيين لذات الرئة البكتيري بالإضافة لذات الرئة الفصي.

## العوامل المسببة
- يحدث ذات الرئة القصبي بنسب أقل من ذات الرئة الفصي بسبب العقدية.[6]
- ذات الرئة القصبي مرتبط بإصابات ذات الرئة المكتسب من المستشفى ومن أهم مسبباته:[7]
  - المكورات العنقودية الذهبية
  - كليبسيلا
  - الإشريكية القولونية
  - الزائفة